# Grimshaw (motorfiets)
Grimshaw is een historisch Brits motorfietsmerk dat gevestigd was in Sunderland.
In 1908 bouwde Charles Bertram Grimshaw een bijzonder grote 2596cc-V-twin met 20pk. Dit vermogen was voor die tijd enorm en paste meer bij raceauto's uit die tijd, die door hun constructie zeer grote motoren konden herbergen. Racemotorfietsen ontstegen in die tijd de 10 pk niet. De motor was gebouwd door J.A. Prestwich in Londen. De machine woog slechts 150 kg. Grimshaw wilde de motorfiets inzetten in races, maar moest zijn plannen stopzetten toen hij enkele maanden na de presentatie moest worden opgenomen voor een tuberculosekuur.